# كأس لودر
كأس لودر هي جائزة نيوزيلندا للحفاظ على البيئة، أُنشأت من قبل جيرالد لود، وبارون ويكهيرست الأول في عام 1926 "لتشجيع وتكريم النيوزيلنديين الذين يعملون على البحث عن النباتات الأصلية والترويج لها والاحتفاظ بها ". يُمنح كأس لودر لشخص أو مجموعة من الأشخاص الذين يمثلون أهم أهداف الكأس.

## الفائزون
تم منح كأس لودر للأفراد والمجموعات التالية:
- 1929 - دنكان وديفيز المحدودة، نيو بليموث
- 1930 - هنري بينيت وابنه
- 1931 - هنري بينيت وابنه
- 1933 - واو وابنه
- 1934 - اللورد بليديسلوي
- 1935 - أمناء آر سي بروس
- 1936 - جون سكوت طومسون وجورج سيمبسون
- 1937 - معهد ومتحف أوكلاند ولوسي كرانويل
- 1938 - إليزابيث نوكس جيلمر
- 1939 - دبليو طومسون
- 1940 - بي إتش جونسون
- 1941 - إدوارد إيرل فايل
- 1942 - إيه دبليو ويستني
- 1943 - جيمس سبيدن
- 1944 - نورمان بوتس
- 1945 - والتر بوا بروكي
- 1946 - الجمعية الملكية للغابات وحماية الطيور وفال ساندرسون
- 1947 - إن آر دبليو توماس
- 1948 - أندرو ديفيدسون بيدي
- 1949 - نولين بيكر
- 1950 - آرثر بول هاربر
- 1951 - لانس مكاسكيل
- 1952 - مارجريت كروكس
- 1953 - بيرين مونكريف
- 1954 - نورمان إل إلدر
- 1955 - مايكل كريستيان جوديكس
- 1956 - فرانك سينجلتون هولمان
- 1957 - فريدريك وليام لوكان
- 1958 - إرنست كوربيت
- 1959 - تشارلز كاميرون
- 1960 - وليام مارتون
- 1961 - تشارلز توماس كيبل
- 1962 - برنارد إتش إم تيج
- 1963 - نانسي ادامز
- 1964 - ديفيد ألفريد باثجيت
- 1965 - آرثر فارنيل
- 1966 - أوليفر هنتر
- 1967 - جون سالمون
- 1968 - فيكتور سي ديفيز
- 1969 - باتريك جون ديفلين
- 1970 - موريل إي وويليام إي فيشر
- 1971 - فيوليت أدا بريفولت
- 1972 - آرثر ديفيد ميد
- 1973 - كاتي رينولدز
- 1974 - الكسندر والتر أندرسون
- 1975 - آلان مارك
- 1976 - جمعية واي باي هي النباتية، تاوبو
- 1977 - ريجنالد إيفان بيل
- 1978 - لورانس ج. ميتكالف
- 1979 - روجر وكريستينا ساتون
- 1980 -جمعية حماية الطيور والغابات الأصلية في وانجاري
- 1981 - ريمون إتش مول
- 1982 - آرثر ويليام إريكسون
- 1983 - روي جيه بيكوك
- 1984 - إريك جودلي
- 1985 - أودري إيجل
- 1986 - رودريك سيمي
- 1987 - هيو ويلسون
- 1988 - آرثر بلير كوان
- 1989 - لم تمنح
- 1990 بريان مولوي[3]
- 1991 - ريجنالد جينس
- 1992 - جوردون وسيليا ستيفنسون
- 1993 - مايكل غرينوود
- 1994 - بيتر جونسون
- 1995 - ديفيد جيفن
- 1996 - صندوق استعادة الغابات الأصلية
- 1997 - إيزابيل مورجان
- 1998 - أنصار جزيرة تيريتيري ماتانجي
- 1999 - كريس وبريان رانس
- 2000 - خورخي سانتوس
- 2001 - كولين ميرك
- 2002 - مارج مادن
- 2003 - جيري مكسويني
- 2004 - كولين أوغلي
- 2005 - اوين كاميرون
- 2006 - بروس كلاركسون
- 2007 أماندا بيرد[4]
- 2008 - شانيل كورتني[5]
- 2009 فيليب سيمبسون[6]
- 2010 كولين بوروز[7]
- 2011 - مارك دين[8]
- 2012 رالف آلن[9]
- 2013 - نيك هيد
- 2014 - كلايف باتون
- 2015/16 - باربرا ونيل سيمبسون[10]
- 2017 - بيتر دي لانج
- 2018 - روبرت ماكجوان
- 2019 - كريس هورن
- 2020 - جرايم أتكينز
- 2021 - بيفرلي كلاركسون [11]
- 2022 - سيمون وولز